# Флаг Яйвинского городского поселения
Флаг муниципального образования Я́йвинское городское поселение Александровского муниципального района Пермского края Российской Федерации — опознавательно-правовой знак, служащий официальным символом муниципального образования.
Флаг утверждён 28 февраля 2008 года решением Думы Яйвинского городского поселения № 5 и внесён в Государственный геральдический регистр Российской Федерации с присвоением регистрационного номера 6933.

## Описание
Описание флага, утверждённое 28 февраля 2008 года решением Думы Яйвинского городского поселения № 5, гласило:

Флаг Яйвинского городского поселения представляет собой прямоугольное полотнище с отношением ширины к длине 2:3 зелёного цвета, вдоль нижнего края полотнища, не примыкая к краю, белая волнообразная полоса, образованная волосами девушки, сидящей на жёлтом камне, в красном сарафане, с красным обручем на голове.
23 октября 2008 года, решением Думы Яйвинского городского поселения № 103, в предыдущее решение было внесено изменение касающееся описания флага:

Флаг Яйвинского городского поселения представляет собой прямоугольное полотнище с отношением ширины к длине 2:3, воспроизводящее композицию герба Яйвинского городского поселения в зелёном, белом, жёлтом и красном цветах.

## Обоснование символики
Посёлок Яйва стоит на реке, от названия которой получил своё имя. Историческое предание гласит, что название реки Яйва произошло от имени девушки Яйвы.
Каждый цвет на флаге имеет своё значение:
зелёный цвет — лес, изобилие, надежда и свобода;
красный цвет — красота Яйвы, активный цвет жизни;
жёлтый цвет (золото) — богатство, сила, верность и постоянство;
белый цвет (серебро) — чистота помыслов.